# Turner Classic Movies

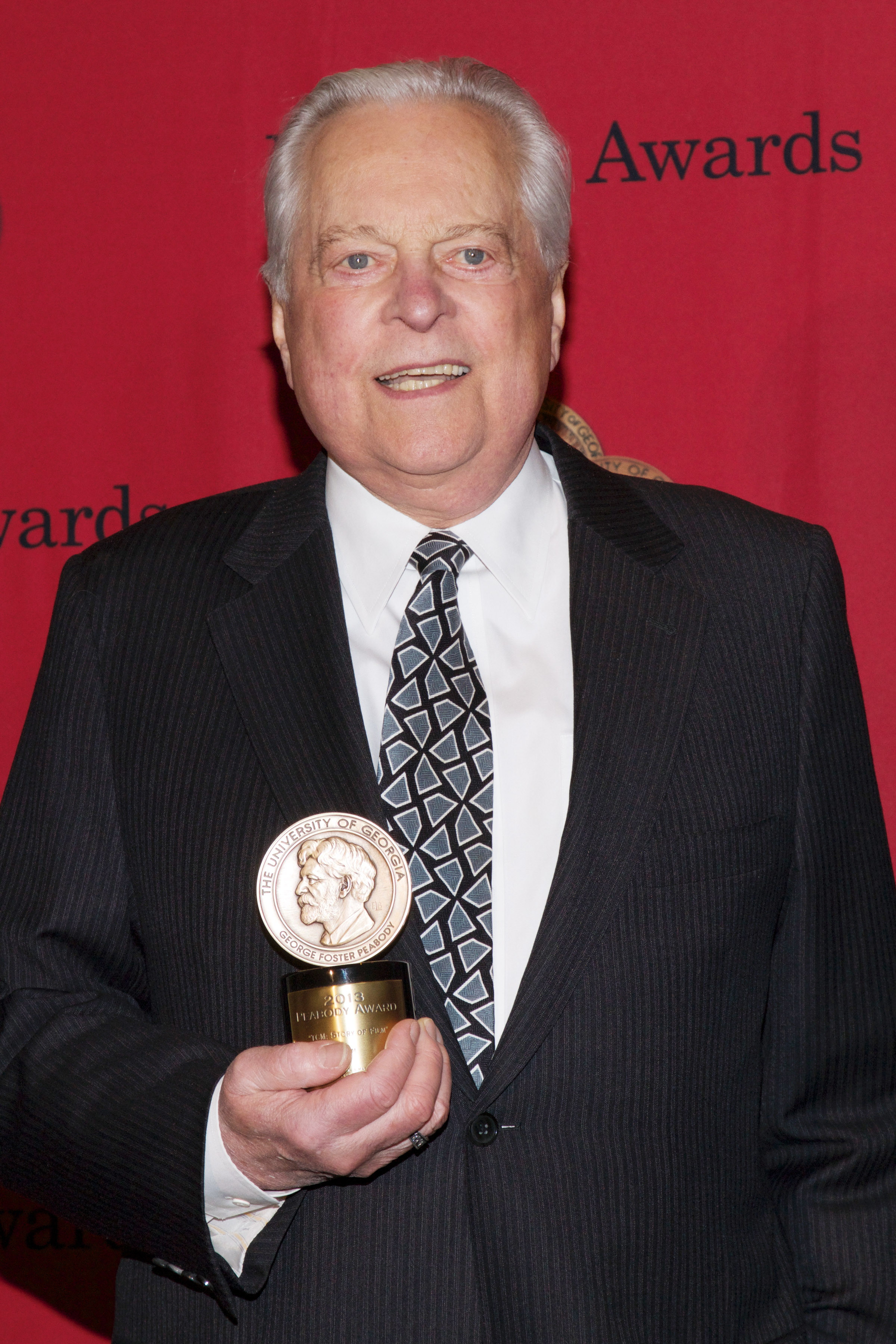
Moderator Robert Osborne mit einem Peabody Award für TCM (2014)

Turner Classic Movies (abgekürzt mit TCM bekannt) ist ein US-amerikanischer Fernsehsender, der zum Turner Broadcasting System (TBS) von Ted Turner gehört, und sich auf die Ausstrahlung von Filmklassikern spezialisiert hat.

## Profil
TCM ist seit dem 14. April 1994 auf Sendung und hat seinen Hauptsitz in Atlanta. Der Sender zeigt hauptsächlich ältere Spielfilme, sowohl berühmte Klassiker als auch heute schon weitgehend vergessene Filme, die oft vor den 1960er-Jahren entstanden. TCM kann dabei bei den Ausstrahlungsrechten aus einem umfangreichen Fundus von älteren Filmen schöpfen, die Turner Entertainment erworben hat. Gelegentlich sind im Programm aber auch jüngere Filme ab den 1970er-Jahren zu sehen, wenn sie etwa im Kontext zu den älteren Filmen stehen. Zudem zeigt TCM häufiger cineastische Dokumentationen über Filmstars, Filmklassiker oder das Filmemachen. In TCM-Interviewreihen wurden bereits verschiedene berühmte Filmstars oder Filmemacher zu ihren Werken befragt.
Mit einer Zeremonie am Times Square startete Ted Turner den Sender im Jahre 1994, exakt hundert Jahre, nachdem in New York die erste (mehr oder weniger richtige) Filmaufführung stattfand. Der erste gezeigte Film bei TCM war der Filmklassiker Vom Winde verweht. Der Sender ist werbefrei und zeigt nur eigene Programmwerbung zwischen Spielfilmen. Als Hauptmoderator fungierte bei TCM seit der Entstehung 1994 der Filmhistoriker und Journalist Robert Osborne (1932–2017), der bis ein Jahr vor seinem Tod in verschiedene Filme einführte oder Interviews machte. Nach Osbornes Rückzug wurde der Filmkritiker Ben Mankiewicz, der bereits seit den 2000er-Jahren für TCM moderierte, zum Hauptmoderator. Als gelegentliche Co-Moderatoren oder Gäste, die sich Filme aussuchen durften, traten bei TCM auch schon berühmte Personen des gegenwärtigen Hollywoods wie Alec Baldwin oder Drew Barrymore auf.
Eine Besonderheit findet im Monat vor den Oscarverleihungen statt: Dann zeigt TCM unter dem Motto 31 Days of Oscar einen Monat lang ausschließlich Filme, die Oscars gewonnen haben oder zumindest nominiert wurden. In jedem anderen Monat hat TCM meist einen klassischen Star als Thema (z. B. Cary Grant, Bette Davis, Humphrey Bogart, Greta Garbo), von dem dann besonders viele Filme gezeigt werden, sodass der Zuschauer deren Karriere und deren Filme genau verfolgen kann. An jedem Samstagabend wird die The Essentials gesendet, wo ein besonders bekannter Film mit Vor- und Nachbesprechung gezeigt wird. Stummfilme sind ebenfalls im Programm, für die TCM in einigen Fällen auch neue Filmmusiken in Auftrag gegeben hat. Unter dem Titel TCM Remembers werden auch Nachrufe auf kürzlich verstorbene Filmstars gesendet.
Seit 2010 findet im Frühling jeden Jahres das TCM Film Festival beim TCL Chinese Theatre in Los Angeles statt, bei dem Filme gezeigt und Stars interviewt werden.

## Verbreitung
Turner Classic Movies hat das Gros seiner Zuschauer in seinem Hauptland, den Vereinigten Staaten. Aber auch im Vereinigten Königreich, Frankreich (TCM Cinéma), Spanien (TCM España), Skandinavien sowie Teilen von Asien und Afrika ist TCM verfügbar. In Deutschland ist TCM dagegen nicht empfangbar. Der von Turner Broadcasting in Deutschland vertriebene Bezahlsender Warner TV Film (früher TNT Film) ist vom Programm her allenfalls weitläufig mit TCM verwandt. Seit 2014 wird TCM in Amerika auch in High Definition gesendet.
Turner Classic hat eine ausführliche Internetpräsenz, in der es beispielsweise Daten und Essays zu allen gezeigten Filmen gibt. Zudem hat TCM verschiedene Filme bereits auf DVD herausgebracht.